# Осоавіахім
Осоавіахі́м (рос. Осоавиахим) — селище у складі Яшкинського округу Кемеровської області, Росія.

## Населення
Населення — 5 осіб (2010; 33 у 2002).
Національний склад (станом на 2002 рік):
- росіяни — 89 %